# Infanterikampkøretøj
 Der er for få eller ingen kildehenvisninger i denne artikel, hvilket er et problem. Du kan hjælpe ved at angive troværdige kilder til de påstande, som fremføres i artiklen.

Et infanterikampkøretøj (forkortet IKK) er et militært bæltekøretøj beregnet til at transportere og give støtte til infanteri i kamp.
Et infanterikampkøretøj ligner en pansret mandskabsvogn (PMV), som kun er beregnet til at transportere infanteri. Infanterikampkøretøjet har tungere bevæbning for at kunne give ildstøtte under kamp og nogle er udstyret med skydeskår således at infanteristerne om bord kan benytte deres personlige våben inde fra vognen og samtidig blive beskyttet af vognens pansring.
Et typisk infanterikampkøretøj har plads til en gruppe infanterister, typisk omkring 6-10 mand, og har et tårn med en 20-30 mm maskinkanon og nogle gange panserværnsmissiler.

## Historie
Ifølge sovjetisk militærdoktrin skulle pansrede mandskabsvogne deltage i kamp sammen med infanteristyrker. Disse køretøjer var pioneren for de moderne infanterikampkøretøjer. Eksempelvis var BTR-60, produceret i 1961 udstyret med skydeskår. På samme tid havde vestlige pansrede mandskabsvogne en mere tilbagetrukken rolle. Hverken den amerikanske M113, britiske Saracen eller FV432 Trojan havde opgaver som indebar at de skulle kæmpe sammen med kampvogne og infanteri.
Sovjetunionen fremviste verdens første rigtige infanterikampkøretøj, BMP-1, på en parade i 1967. BMP-1 havde en 73 mm glatløbet kanon og skrånende panser som beskyttede mod NATOs 12,7 mm projektiler fra tunge maskingeværer og panserværnsmissiler som var en trussel, selv mod kampvogne.
Den amerikanske hær begyndte på dette tidspunkt at udvikle deres egne infanterikampkøretøjer. Vejen fra den første prototype, MICV-65, til den første M2 Bradley var lang og hård. Ikke før i 1981 kom Bradley i tjeneste. Allerede året efter blev en opdateret sovjetisk BMP-2 vist på en militærparade.
I mellemtiden havde andre lande også udviklet deres egne tolkninger af konceptet. Vesttyske Marder kom frem i 1960'erne og var alt i alt en bedre vogn end BMP-1. Marder var også yderst mobil og kunne nemt indgå i operationer med den nye vesttyske kampvogn Leopard 2. I 1973 kom den franske AMX-10P i tjeneste. Den havde komplet beskyttelse mod ABC-våben og plads til en fuldt udstyret, ni-mands infanterigruppe. Vognen var bestykket med en 20 mm maskinkanon som havde to fødemekanismer således at ammunitionstypen nemt kunne byttes ud og tilpasses forskellige mål.
I 1980'erne ændres de taktiske doktriner i NATO flere gange. I 1982 kom Air-Land Battle (ALB) og i 1984 kom Follow-on-Forces Attack (FOFA), to doktriner som gik bort fra tidligere doktriner om et relativt statisk forsvar. Brugen af infanterikampkøretøjer var en vigtig del af denne doktrin og de to koncepter passede naturligt sammen. Nu skulle ikke infanteriet følge kampvognene længere, men være opsiddet således de kan følge med de hurtige panserkiler ind i fjendens linjer og tage kampen op med fjendens kampvogne og samtidig have ildstøtte fra egne køretøjer.
Den britiske hær udviklede ganske sent et infanterikampkøretøj. I 1980'erne mundede MCV-80-programmet ud i FV 510 Warrior, som havde god mobilitet og var bygget for at kunne rumme en fuld, britisk infanterigruppe på otte mand. Warrior er ikke god til at engagere kampvogne da den kun er er udrustet med en 30 mm maskinkanon og et 7,62 mm maskingevær.

## Teknik
Et infanterikampkøretøj har normalt en besætning på tre mand. Køreren sidder fremme i køretøjet. Vognkommandøren og skytten er placeret i tårnet. De medbragte infanterister opholder sig i en kabine bagerst. Besætningen har typisk deres egne luger til at komme ind og ud af køretøjet mens infanterigruppen benytter store døre eller en rampe bagerst til at komme ind eller ud.
Vognudviklerne forsøger som regel at give køretøjet en pansring der står i mål med bevæbningen. Infanterikampkøretøjer er ikke så kraftigt pansrede som kampvogne, det ville gøre dem upraktisk tunge og dyre. De fleste panserværnsvåben er i stand til at slå et infanterikampkøretøj ud længe efter de er blevet forældet mod kampvognenes kraftigere panser. Infanterikampkøretøjer benytter sjældent "reaktivt panser", altså sprængladninger som detoneres ud mod indkommende projektiler, da det kan være en trussel mod eventuelt infanteri i nærheden af køretøjet.
Bevæbningen er som regel en 20 eller 30 mm maskinkanon med skudkadence på op til et par hundrede skud i minuttet. Ofte er et maskingevær monteret parallelt med hovedskytset. Som selvforsvar kan infanterikampkøretøjer blandt andet affyre røggranater for at komme i skjul.
Motoren er ofte en dieselmotor på mellem 300 og 600 hestekræfter. Motoren er monteret fremme i køretøjets skrog, da man er afhængig af at have en luge eller rampe i bagenden til infanteriet.

## Infanterikampkøretøjet i aktion
BMP-1 fik sin kampdebut i 1973 under Yom Kippur-krigen, da den syriske hær gik til angreb på Golanhøjderne, men resultatet var en katastrofe. Efter kamphandlingerne stod hundredvis af udbrændte BMP-vogne tilbage på slagmarken. En kombination af en ufleksibel syrisk taktik og de relativt tyndt pansrede BMP-1-vogne, betød at det israelske forsvar gjorde et solidt indhug hos angriberne.
Infanterikampkøretøjer havde ofte skydeskår til infanteriet. Teorien var at infanteristerne skulle opholde sig i køretøjet så længe som muligt og kæmpe igennem skydeskårene. I praksis blev dette koncept dog sjældent brugt og erfaringer fra blandt andet krigene i Mellemøsten viste at infanterikampkøretøjer var nemme mål for fjendens panserværnsvåben. Fra 1970'erne blev antallet af skydeskår i vognene gradvist færre og færre.
Kritikken mod infanterikampkøretøjerne gik oprindeligt på to punkter: Det ene var hvorvidt infanteriet var mest effektivt inde i vognene og benyttede skydeskårene til at bekæmpe fjenden eller om de var mere effektive i terrænet rundt om vognene. Det andet punkt gik på om infanterikampkøretøjerne skulle samarbejde tæt med kampvognene eller om de skulle have en mere tilbagetrukket rolle. Det første spørgsmål virker til at være afgjort til en vis grad, da infanteri som regel afsidder deres køretøjer tidligt i kamphandlingerne. Svaret på det andet spørgsmål er endnu ikke afgjort.

## Forskellige infanterikampkøretøjer efter lanceringsår
| Vogntype       | År i tjeneste        | Oprindelsesland | Hovedbestykning   | Panserværnsmissil               |
| -------------- | -------------------- | --------------- | ----------------- | ------------------------------- |
| BMP-1          | starten af 1960'erne | Sovjetunionen   | 73 mm kanon       | AT-3 Sagger                     |
| Pbv-302        | 1966                 | Sverige         | 20 mm maskinkanon | X                               |
| BMD-1          | 1969                 | Sovjetunionen   | 73 mm kanon       | AT-3 Sagger                     |
| Marder         | 1970                 | Vesttyskland    | 20 mm maskinkanon | MILAN                           |
| AMX-10P        | 1973                 | Frankrig        | 20 mm maskinkanon | MILAN eller HOT                 |
| FMC AFV        | 1975                 | USA             | -                 | -                               |
| NM135          | 1980                 | Norge           | 20 mm maskinkanon | X                               |
| M2 Bradley     | 1981                 | USA             | 30 mm maskinkanon | TOW                             |
| BMP-2          | 1982                 | Sovjetunionen   | 30 mm maskinkanon | AT-4 Spandrel eller AT-5 Spigot |
| FV 510 Warrior | starten af 1980'erne | Storbritannien  | 30 mm maskinkanon | X                               |
| BVP M80A       | 1984                 | Jugoslavien     | -                 | -                               |
| M-80           | 1985                 | Jugoslavien     | -                 | -                               |
| BMP-3          | 1990                 | Sovjetunionen   | 100 mm kanon      | AT-10 Stabber                   |
| CV-9035        | Efter 1993           | Sverige         | 40 mm maskinkanon | X                               |

X betyder "har ikke",
 - betyder "oplysninger mangler"